# Robert Miles
Robert Miles (Roberto Concina; n. 3 noiembrie 1969, Fleurier⁠(d), cantonul Neuchâtel, Elveția – d. 9 mai 2017, Ibiza⁠(d), Insulele Baleare⁠(d), Spania) a fost un compozitor, producător, muzician și DJ italian de muzică electronică și rock alternativ.

## Biografie
Robert Miles s-a născut în Fleurier, Elveția din imigranții italieni Antonietta Lauro and Albino Concina.
A învățat să cânte la pian în tinerețea sa în Friuli, Italia, un orășel din Fagagna, unde familia s-a mutat când era copil, și a activat în domeniul muzicii începând cu anul 1984. În anii 1990 a lucrat ca DJ într-un club de noapte italian și la studiouri de radio italiene iar în 1990, și-a folosit banii strânși pentru a-și construi propriul studio de înregistrări și o stație radio pirat.

## Discografie selectată

### Albume
- 1996 Dreamland
- 1996 Dreamland - The Winter Edition
- 1997 23am
- 2001 Organik
- 2002 Organik Remixes
- 2004 Miles Gurtu
- 2011 Th1rt3en

### Single-uri
Robert Miles
- 1995 "Soundtracks EP"
- 1995 "Red Zone"
- 1995 "Children" (UK #2, U.S. #21)
- 1996 "Fable" (cu Fiorella Quinn) (UK #7)
- 1996 "One and One" (with Maria Nayler) (UK #3, U.S. #54)
- 1997 "Freedom" (cu Kathy Sledge) (UK #15)
- 1998 "Full Moon"
- 1998 "Everyday Life"
- 2001 "Paths" (cu Nina Miranda) (UK #74)
- 2002 "Improvisations: Part 2"
- 2002 "Connections/Separations"
- 2002 "Organik Remixes"
- 2002 "Pour Te Parler (Remix)"

Roberto Milani
- 1994 "Ghost"
- 1994 "Oxygen EP Vol. 1"

### Compilații mixate
- 1997 Robert Miles in the Mix
- 1997 Renaissance Worldwide - London (cu Dave Seaman)